# Erik Wekesser
Erik Wekesser, né le 3 juillet 1997 à Schwetzingen en Allemagne, est un footballeur allemand qui joue au poste de latéral gauche au 1. FC Kaiserslautern.

## Biographie

### 1. FC Kaiserslautern (2015-2017)
Formé au sein du club, le joueur entame sa carrière dans l'équipe réserve du 1. FC Kaiserslautern en 2015.

### TuS Coblence (2017-2018)
En juin 2017, le joueur s'engage avec le TuS Coblence, évoluant en Regionalliga Südwest, à la suite de la rupture de son contrat professionnel avec son ancien club.

### FC-Astoria Walldorf (2018-2019)
En janvier 2018, le joueur s'engage avec le FC-Astoria Walldorf, toujours en Regionalliga Südwest et signe un contrat de un an et demi avec son nouveau club.
Lors de la saison 2018-2019, le joueur est un élément clé de l’attaque de Walldorf, inscrivant 16 buts en championnat. Son but crucial contre le TSV Steinbach Haiger en mai 2019 a assuré le maintien du club en Regionalliga trois journées avant la fin de la saison.

### SSV Jahn Ratisbonne (2019-2022)
Après un an et demi au sein de son ancien club, il signe un contrat de trois ans avec le SSV Jahn Ratisbonne, club évoluant en 2. Bundesliga.

### 1. FC Nuremberg (2022-2024)
Ne prolongeant pas son contrat avec son ancien club, le joueur s'engage avec le 1. FC Nuremberg en 2022.
Sa première saison à Nuremberg est marquée par une grave blessure au genou survenue en novembre 2022, entraînant une rupture partielle du ligament croisé antérieur. Cette blessure a nécessité trois opérations et a entraîné une absence de 453 jours. Il effectue son retour sur les terrains en octobre 2023, lors d’un match contre le Kieler SV Holstein.

### 1. FC Kaiserslautern (depuis 2024)
En 2024, le joueur s'engage avec son club formateur, le 1. FC Kaiserslautern, alors finaliste de la dernière DFB-Pokal pour un transfert estimé à 450 000€.